# Szkoła Samochodowa WOP
Szkoła Samochodowa WOP – oddział szkolny Wojsk Ochrony Pogranicza.

## Formowanie i zmiany organizacyjne
W 1956 roku w Białymstoku przy ul. Bema 100 sformowano Szkołę Samochodową WOP. Szkoła szkoliła kierowców i mechaników samochodowych dla potrzeb jednostek WOP. W 1961 roku dowództwo posiadało kryptonim Lawa.
Szkołę, istniejącą według etatu 348/35, rozformowano w terminie do 15 kwietnia 1968 roku. Braki kadrowe WOP w tym zakresie miał uzupełniać MON. Obiekty koszarowe przekazano 74 batalionowi Radioliniowo-Kablowemu WOWewn.

## Sztandar szkoły
W 1963 roku społeczeństwo Ziemi Białostockiej ufundowało sztandar szkole. Uroczystość wręczenia odbyła się 16 czerwca 1963 roku w Białymstoku na Rynku Kościuszki w obecności wojewody Juliana Horodeckiego, społeczeństwa i władz miasta. Sztandar wręczył dowódca WOP gen. bryg. Eugeniusz Dostojewski. Przyjął komendant szkoły ppłk Wiktor Dojlido. W 1968 roku sztandar został przekazany do Muzeum Wojska Polskiego w Warszawie. Na lewej stronie płatu sztandaru, w jego lewym górnym rogu wyhaftowany jest herb Białegostoku, a w prawym górnym rogu na tarczy herbowej identycznej jak tarcza herbu miasta - czterowierszowy napis: "Społeczeństwo województwa Białostockiego 10.06.1963".